# أفشين قطبي
أفشين قطبي ((بالفارسية: افشین قطبی)؛ مواليد 8 فبراير 1964 في طهران، إيران) هو مدرب كرة قدم إيراني_أمريكي. حضر أفشين قطبي خلال مسيرته الرياضية في عدة فرق ومنها نادي شيميزو إس-بولس الياباني.

### الحياة المبكرة
ولد قطبي في طهران، وهو ابن معلم في إيران. غادر إيران مع والده عند سن الثالثة عشرة بعد زواج والده مرة أخرى، واستقر في لوس أنجلوس حيث عاش لأكثر من عقدين. حصل على درجة البكالوريوس في الهندسة الكهربائية من جامعة كاليفورنيا في لوس أنجلوس، وكان عضواً في فريق كرة القدم بالجامعة.

### خبرة كأس العالم
United States (1998)
عمل قطبي ككشاف رئيسي ومحلل وعضو في الجهاز الفني للمنتخب الأمريكي خلال كأس العالم 1998، مساهماً في التحضير التكتيكي وتحليل المباريات.
South Korea (2002 و 2006)
كان مساعد مدرب لكوريا الجنوبية في 2002، وساعد الفريق على الوصول إلى نصف النهائي، وعاد في 2006 لتقديم الدعم التكتيكي والفني خلال كأس العالم.

### المسيرة المهنية

#### السنوات المبكرة
قبل العمل على المستوى الاحترافي، أسس قطبي أكاديمية كرة قدم للشباب في جنوب كاليفورنيا باسم AGSS، والتي ساهمت في اكتشاف وتطوير لاعبين مثل بيتر فاجيناس وجون أوبراين وغيرهم.

#### USMNT
من 1997 إلى 1998، شغل قطبي منصب الكشاف الرئيسي والمحلل وعضو الجهاز الفني للمنتخب الأمريكي تحت قيادة ستيف سامبسون. كان جزءاً من بعثة الولايات المتحدة في كأس العالم 1998، والتي شملت مباراة ضد إيران، موطن ميلاده.

#### LA Galaxy
عمل قطبي مساعداً للمدرب ستيف سامبسون في لوس أنجلوس جالاكسي، وساهم في تحقيق الفريق للثنائية التاريخية في الدوري الأمريكي 2005، وهو الإنجاز الوحيد للنادي، وواحد من حدثين فقط في تاريخ الدوري الأمريكي لكرة القدم حيث فاز الفريق بكأس الدوري ودرع المؤيدين في نفس الموسم.

#### South Korea
عمل قطبي مع منتخب كوريا الجنوبية تحت قيادة الهولندي غوس هيدينك من ديسمبر 2000 حتى يوليو 2002 كمحلل كرة قدم. ثم تولى منصب مساعد مدرب لنادي سامسونغ بلو وينغز من 2002 إلى 2004، وعاد للعمل مع المنتخب الوطني كمساعد مدرب تحت قيادة ديك أدفوكات من أكتوبر 2005 حتى يوليو 2006. استمر كمساعد مدرب للمنتخب تحت قيادة الهولندي بيم فيربيك من يوليو 2006 حتى يوليو 2007.

#### Persepolis

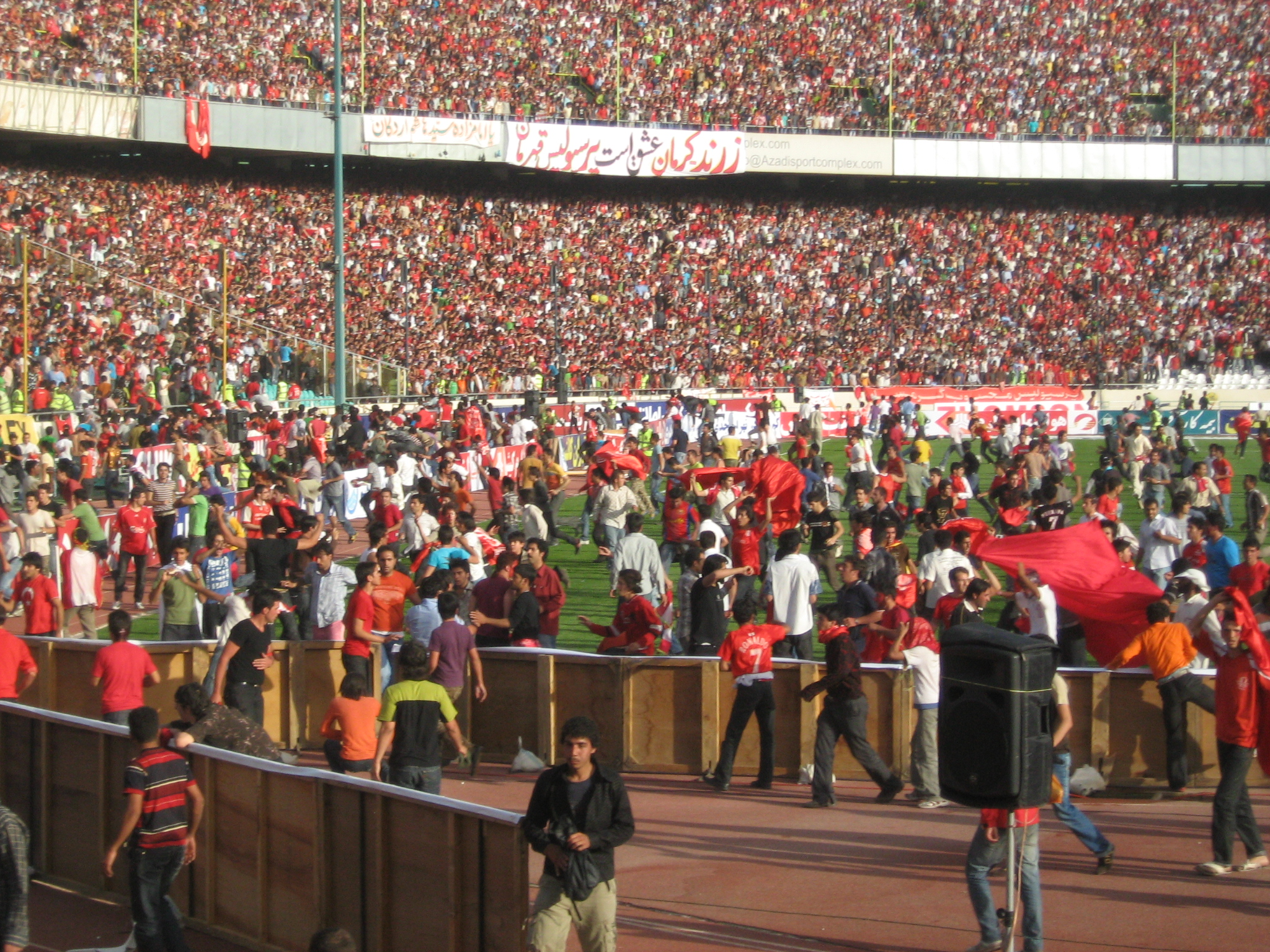

في أغسطس 2007، تم تعيين قطبي مدرباً لبرسبوليس، أحد أبرز الأندية الإيرانية مع قاعدة جماهيرية تتجاوز 40 مليون مشجع. أطلق عليه المشجعون لقب "الإمبراطور" تقديراً لقيادته وتأثيره. قاد الفريق للفوز بالدوري الإيراني الممتاز في مايو 2008، وقدم أسلوباً حديثاً ومنضبطاً في إدارة الفريق وتطوير اللاعبين. استقال في 19 نوفمبر 2008 بعد فترة تميزت بالنجاح التكتيكي وتطوير اللاعبين.

#### Iran National Team
بعد أسبوع من استقالة ميلي كوهان، وافق قطبي على قيادة المنتخب الإيراني ليصبح أول أمريكي يتولى هذا المنصب. قاد الفريق في تصفيات كأس العالم 2010 وتصفيات كأس آسيا 2011، وحقق نتائج مميزة في المباريات الودية وكأس آسيا 2010، حيث تأهل الفريق كمتصدر المجموعة واحتل المركز الثاني في بطولة اتحاد غرب آسيا 2010، قبل الخسارة أمام كوريا الجنوبية في ربع النهائي.

#### Shimizu S-Pulse
بعد كأس آسيا، وقع قطبي عقداً مدته ثلاث سنوات مع Shimizu S-Pulse الياباني، حيث قاد الفريق لتطوير اللاعبين اليابانيين الشباب وإدارة بعض الانتقالات البارزة. غادر النادي بالتراضي في 30 يوليو 2014 بعد موسم متذبذب.

#### Buriram United
في 24 مايو 2016، أعلن Buriram United التايلاندي عن تعيين قطبي كأول مدرب أمريكي آسيوي للفريق. قاد الفريق في أول مباراة محلية بفوز 1–0، وتم إنهاء عقده بعد ثلاثة أشهر في 21 أغسطس 2016.

#### Shijiazhuang Ever Bright
تم تعيينه في نوفمبر 2016 لتدريب Shijiazhuang Ever Bright الصيني، وقاد الفريق لتحقيق المركز الثالث في موسم 2017، ثم عاد في يوليو 2019 ليقود الفريق للصعود إلى الدوري الصيني الممتاز  Chinese Super League قبل مغادرته بالتراضي في سبتمبر 2021.

#### Vancouver FC
في نوفمبر 2022، تم تعيين أفشين قطبي كأول مدرب لـ Vancouver FC، الفريق الجديد في Canadian Premier League. وقال رئيس Vancouver FC، روب فريند: «إن إطلاق نادي كرة قدم احترافي من الصفر ليس بالأمر السهل».
شغل أفشين قطبي منصب المدرب الأول لـ Vancouver FC منذ تأسيس النادي في 2023 وحتى 2025. كُلّف ببناء الفريق من الأساس، حيث وضع فلسفة اللعب، الهيكل التنظيمي، ونظام تطوير اللاعبين. قاد قطبي الفريق للوصول لأول مرة إلى نصف نهائي Canadian Championship، متنافسًا إلى جانب Vancouver Whitecaps وForge FC وAtlético Ottawa.
خلال فترة قيادته، حصل عدة لاعبين على استدعاءات للمنتخبات الوطنية، من بينهم TJ Tahid (كندا U17 وغانا U20)، James Cameron (كندا U20)، Kevin Podgorni (كندا U17)، Gabi Bitar (لبنان)، Mikael Cantave (هايتي)، وGrady McDonnell (أيرلندا U17). كما ضم فريق 2025 أكثر من نصف دستة من اللاعبين الذين جذبوا اهتمام أندية أوروبية، ما يعكس نظرته لاكتشاف المواهب وتركيزه على تطوير اللاعبين.
على الرغم من التحديات في ترتيب الدوري، تميزت فترة قيادته بالرؤية، الأسس الهيكلية، والالتزام ببناء حضور مؤثر للمجتمع وكرة القدم الكندية. في 23 يوليو 2025، اتفق النادي وقطبي بالتراضي على الانفصال.

## روابط خارجية
- أفشين قطبي على موقع قاعدة بيانات كرة القدم.إي يو (الإنجليزية)
- أفشين قطبي على موقع Soccerway.com (الإنجليزية)
- أفشين قطبي على موقع عالم كرة القدم.نت (الإنجليزية)